# The National Aids Trust
The National Aids Trust (NAT) est une organisation non gouvernementale créée en 1987 par le Département de la Santé du Royaume-Uni qui vient en aide aux malades du SIDA. Lady Diana dirigea cette organisation de 1991 à 1997.